# 유발지진
유발지진(誘発地震, 영어: Remotely triggered earthquakes)은 거대지진의 영향으로 진원역 바깥 멀리 떨어진 지역에 단층을 자극하는 등 지진을 유발시켜 마치 여진처럼 보이는 지진이 일어나는 현상이다. 다른말도 영향지진, 광의적 여진, 연쇄지진이라고도 하며 특히 해구형지진이 유발시킨 활당층형 지진을 유발지진이라 한다. 또한, 본진에서 멀리 떨어진 지역에 일어난 여진같이 보이는 지진 전부를 유발지진이라 부른다.

## 발생 원인
유발지진은 보통 거대한 해구형지진이 일어난 후 일반적인 여진과는 달리 본진이 일어난 진앙지 이외의 장소에서 일어난 대륙판 내(활단층형 지진)이나 해양판 내 또는 기타 해구형지진을 의미한다. 판 경계에서 일어난 거대한 해구형지진 발생 후 일어난 대규모 지각변동으로 광범위한 지역에 영향을 미쳐 판 내부 활단층이나 판 경계 지역의 응력에 급격한 변화가 일어나 유발지진이 일어나는 것으로 추정된다. 지진 규모 M9 이상의 2011년 도호쿠 지방 태평양 해역 지진이나 2004년 인도양 지진해일 이후에 주변 지역에서 대규모 유발지진이 일어난 사례가 있다.
해구형지진 외에도, 거대한 대륙판 내 지진(활단층의 직하형지진) 이후에도 다른 지역에 지진을 유발시킬 수 있다. 1992년 미국 캘리포니아주에서 일어난 3개 단층이 한꺼번에 연동되어 일어난 지진인 1992년 랜더스 지진의 경우에도 지진 3시간 후 약 40km 떨어진 곳에서 규모 M6.4의 큰 지진이 일어났으며 유발지진의 중요성에 대해 인식하게 된 첫 지진 중 하나이다. 2016년 일본 구마모토현에서 일어난 2016년 구마모토 지진의 경우에도 규모 M6.5의 전진과 규모 M7.3의 본진이 구마모토 지방의 후타가와·히나구 단층대 뿐 아니라 동북쪽 아소시 지방 및 그 인근의 벳푸-하네야마 단층대도 자극시켜 규슈 북부 광범위한 지역에서 지진활동이 활발해졌다. 또한 튀르키예에서 모멘트 규모 7.8의 대지진이 발생하고 약 9시간 뒤, 다른 단층에서 모멘트 규모 7.5의 강한 유발지진이 일어났다.
위와 같은 일반적인 유발지진과 다르게 거대지진의 지진동이 특정 지역에 닿으면서 함께 퍼진 장주기 지진동(표면파)의 영향으로 특정 단층에 지진이 유발할 수 있다. 위의 도호쿠 지방 태평양 해역 지진의 경우에도 지진의 흔들림이 가나가와현 하코네정에 도달한 직후 지진동의 영향으로 국지적인 지진이 수 차례 일어났다. 하코네정의 경우에는 본진의 흔들림이 계속되던 그 순간 지진의 흔들림이 하코네산의 단층을 자극시켜 M3.8-4.2의 지진이 4차례 연달아 일어났다는 것이 밝혀졌다.
이 외에도 1854년 일본에서 안세이 도카이 지진이 일어난 지 32시간 후 안세이 난카이 지진이 일어나고, 1944년 쇼와 도난카이 지진이 일어난 지 2년 후 쇼와 난카이 지진이 일어나는 것 같이 시간을 두고 일어나는 연동형지진도 겉보기에 "거대지진으로 인해 유발된 유발지진"이라는 의미로 유발지진으로 보이기도 하기 때문에 연동형지진과 유발지진의 구분은 첫 지진의 진원지와 이후 일어난 진원지가 서로 겹치는지 등의 여부로 따진다. 또한 내륙 지각 내부 지진에서도 1995년 효고현 남부 지진 이후 2013년에 비슷한 지역에서 아와지섬 지진이 일어났다. 하지만 이런 예에서는 시간 간격이 너무 떨어져 있으며 여진인지 유발지진인지 구분하기도 어렵기 때문에 보통의 경우에는 원 지진의 진앙지와 떨어진 곳에서 거대지진이 유발시킨 지진인 것으로 추정되는 지진만을 유발지진이라고 말한다.

## 발생 구조
유발지진이 발생하는 원리는 2023년 현재까지 충분하게 밝혀지지 않았다. 하지만 거대지진의 경우 강한 표면파가 암반의 응력을 교란시켜 그 과정에서 유발지진을 일으키는 것으로 추정된다.
직접적인 원인으로 추정되는 거대한 본진이 해구형지진 등 판의 변형으로 발생한 지진인 경우 그 판 자체에 광범위한 왜곡이 발생해 원래 왜곡이 많이 쌓였던 곳 주변에 지진이 자주 발생한다는 경향이 확인된다. 하지만 거리적으로나 시간적으로 원인이 되는 본진과 가까운 주변 지역에서 지진이 발생했다고 하더라도 지진의 발생 원인은 다양하기 때문에 그 지진이 전부 본진으로 유발되서 발생한 지진인지, 아니면 독립적인 원인으로 발생한 지진인지 구분하기 어렵다. 장기적인 관측과 통계를 통해 해당 지진이 유발지진일 가능성이 높다고 연구하는 방식의 접근은 존재한다.

## 유사 개념
유발지진을 아래 두 개념으로 분리해서 바라보는 경우도 있다.
연쇄지진 (連鎖地震)
인접한 다른 지진 발생 구간의 활동으로 발생하는 지진을 의미한다. 다음과 같은 사례가 있다고 추정된다.
- 사가미 해곡에서의 발생 가능성이 있다. 1703년 겐로쿠 지진과 1923년 간토 대지진의 사례가 속한다.
- 난카이 해곡의 도난카이 지진과 난카이 지진이 연쇄지진으로 일어나는 사례로, 1944년 쇼와 도난카이 지진과 1946년 쇼와 난카이 지진이 있다. 이를 일반적으로 연동형 지진이라 부르기도 한다.

속발지진 (続発地震)
요코야마 이즈미(横山泉, 1971년)은 속발지진이란 서로 직접적인 단층 운동의 연결은 없이 오직 응력을 통해서만 작용하는 유발지진이라고 정의했다. 진원지에서 멀리 떨어진 지점에서 유발되는 지진으로 아래 예시에 주로 다루는 지진들이 이에 속한다.

## 발생 예시
아래는 큰 지진이 발생한 후 발생한 유발지진으로 추정되는 예시이다. 단, 바로 얼마 되지 않은 시간 차이를 두고 우연히 따로 발생한 지진이 포함되어 있을 수도 있다. 또한 근대 이전 역사지진의 경우 지진의 규모, 피해, 유형 모두 당대의 사료 기록이나 지질 조사 등을 통해 추정한 수치이다.

### 일본
아래에 표기된 발생 시각은 전부 일본 표준시(JST) 기준이다.
본진 - 게이초 이요 지진 (1596년 9월 1일 M7.0, 대륙판 내부 지진)
- 게이초 후시미 지진 (1596년 9월 5일 M7.0-7.1, 대륙판 내부 지진)
게이초 이요 지진에 이어 3일 후인 9월 4일에는 게이초 분고 지진(M7.0-7.8)이라는 주오 구조선과 주변 단층대에서 연동형지진이 일어나자, 이에 자극을 받아 롯코-아와지섬 단층대가 움직여 지진이 발생했다.[23]

본진 - 엔포 하치노헤 해역 지진 (1677년 4월 13일 M7.2-7.5, 해구형지진)
- 엔포 보소 해역 지진 (1677년 11월 4일 M8.0, 해구형지진)
- 미야기현 북부 해역 지진 (1678년 10월 2일 M7.5, 해구형지진)

본진 - 호에이 지진 (1707년 10월 28일 M8.4-8.7, 해구형지진)
- 23일 후인 1707년 11월 21일 6시 경 나가토국 사바군 도쿠지촌(현재의 야마구치현 야마구치시 도쿠지정)에서 주택 289채가 붕괴되고 3명이 사망하는 피해가 발생한 유발지진(대륙판 내부 지진)이 일어났다.
- 1714년 4월 28일 21시 경 시나노 오타리 지진(M6.1, 대륙판 내부 지진)이 일어났다.

본진 - 안세이 도카이 지진 (1854년 12월 23일 Mw8.4, 해구형지진)
- 히다 지진 (1855년 3월 18일 M6.8, 대륙판 내부 지진)
- 안세이 에도 지진 (1855년 11월 11일 M6.9, 유형 불명 지진)
- 히에쓰 지진 (1858년 4월 9일 M7.0-7.1, 대륙판 내부 지진)
- 시나노 오마치 지진[d] (1858년 4월 23일 M5.7, 대륙판 내부 지진)
- 분큐 니시오 지진[e] (1861년 2월 14일 M6.0, 대륙판 내부 지진)

본진 - 메이지 산리쿠 해역 지진 (1896년 6월 15일 M8.2-8.5, 해구형지진)
- 리쿠 지진 (1896년 8월 31일 M7.2, 대륙판 내부 지진)
- 1897년 미야기현 해역 지진 (1897년 2월 20일 M7.4, 해구형지진)
- 이듬해에도 1898년 미야기현 해역 지진 (4월 23일, M7.2)가 발생했다.

본진 - 쇼와 도난카이 지진 (1944년 12월 7일 Mw8.1-8.2, 해구형지진)
- 미카와 지진 (1945년 1월 13일 Mj6.8, 대륙판 내부 지진)
- 1948년 후쿠이 지진 (1948년 6월 28일 Mj7.1, 대륙판 내부 지진)

본진 - 도호쿠 지방 태평양 해역 지진 (2011년 3월 11일 Mw9.1, 해구형지진)
아래는 여진역 밖에서 발생한 일본 기상청 진도 계급 최대진도 5약 이상을 관측한 유발지진이다.
- 2011년 나가노현 북부 지진 (2011년 3월 12일 Mj6.7, 대륙판 내부 지진)
- 시즈오카현 동부 지진 (2011년 3월 15일 Mj6.4, 대륙판 내부 지진)
- 아키타현 내륙북부 지진 (2011년 4월 1일 Mj5.0, 대륙판 내부 지진)
- 이바라키현 남부 지진 (2011년 4월 16일 Mj5.9, 해구형지진[25][g])
- 나가노현 중부 지진 (2011년 6월 30일 Mj5.4, 대륙판 내부 지진)
- 도치기현 북부 지진 (2013년 2월 25일 Mj6.3, 대륙판 내부 지진)

### 일본 이외 지역
아래에 표기된 발생 시각은 전부 UTC 기준이다.
본진 - 2000년 뉴아일랜드 지진 (2000년 11월 16일 Mw8.0, 주향이동단층형 지진)
- 유발지진 (2000년 11월 16일 Mw7.8, 해구형지진)
- 유발지진 (2000년 11월 17일 Mw7.8, 해구형지진)

본진 - 2004년 인도양 지진해일 (2004년 12월 26일 Mw9.1, 해구형지진)
- 2005년 니아스-시멀루에이 지진 (2005년 3월 28일 Mw8.6, 해구형지진)
- 2007년 9월 수마트라 지진 (2007년 9월 12일 Mw8.5, 해구형지진)
- 2009년 수마트라 지진 (2009년 9월 30일 Mw7.5, 슬래브 내부 지진)

본진 - 2006년 쿠릴 열도 지진 (2006년 11월 15일 Mj7.9, 해구형지진)
- 2007년 쿠릴 열도 지진 (2007년 1월 13일 Mj8.2, 아웃터라이즈 지진)

본진 - 2014년 알류샨 열도 지진 (2014년 6월 23일 Mw7.9, 슬래브 내부 지진)
- 유발지진 (2014년 6월 24일 Mw6.3, 대륙판 내부 지진)

## 같이 보기
- 연동형지진